# 곽부성
곽부성(郭富城, Aaron Kwok Fu-Shing ; 1965년 10월 26일 ~ )은 홍콩의 영화배우, 가수, 모델이다. 홍콩에서 출생하였으며 지난날 한때 중화인민공화국 광둥성 둥관 시 스룽 구역에서 잠시 유아기를 보낸 적이 있는 그는 한때 영국 시민권을 취득 및 소지한 전력이 있다.

## 슝다이린과의 연인 관계

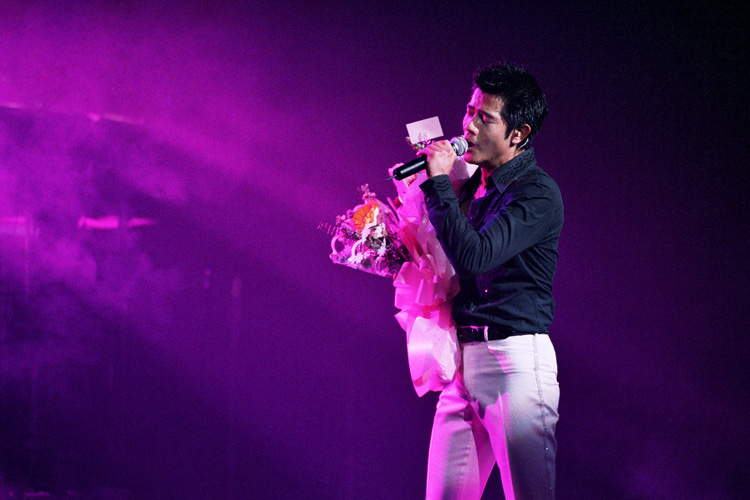
2002년 2월 23일 당시
미국 샌프란시스코에서 공연을 가진 곽부성

곽부성은 중국 모델 슝다이린과 16살의 나이차를 극복하고 연인 관계를 이어온 사실이 알려지면서 화제가 되었으며, 2012년 6월 외국에서 비밀리에 결혼할 가능성이 크다고 신화망(新華網)과 금일신문망(今日新聞網)이 2012년 1월 30일 보도했다. 두 사람의 측근 소식통에 따르면 곽부성은 소속사에 6월 2주일간의 휴가를 신청했으며 그 기간에 홍콩에 있지는 않고 개인여행을 떠날 것이라고 밝혔다고 한다. 또한 곽부성이 휴가 동안 슝다이린을 데리고 매니저도 모르는 국외로 날아가 혼례를 올릴 것이라고 말했다고 한다. 귀푸청은 친한 연예인 동료인 선자웨이와 추수전이 일본에서 결혼한 것과, 장즈린과 위안융이가 오스트레일리아에서 결혼한 것을 본뜰 생각이라고 알려졌다. 이미 네다섯 명의 친한 친구에겐 일정을 알려 미리 일정을 비워달라고 당부했으며 당일에는 양가 가족과 친척만 불어 조촐하게 결혼식을 치를 계획이라고 소식통은 소개했다. 슝다이린은 아이를 갖고 싶어 하는 곽부성을 위해 산부인과를 찾아 정밀검사를 받았으며 임신에 좋다는 한방약을 처방, 복용하는 것으로 알려졌다.
그 후, 슝다이린은 속옷 브랜드 행사장에서 "평소 비밀연애를 해왔기 때문에 결혼은 반드시 공개하겠다"고 말하였으며, "올해 신부가 되는 건 어떻게 생각하냐"는 질문에 "나쁘진 않다"며 "주위 친구들이 모두 결혼하고 아이를 가져서 요즘 좀 외롭다"고 말해 언론에서는 2012년 6월 결혼설과 임신설을 제기하며 다양한 추측을 보였다.
하지만 슝다이린은 2011년 2월 23일 한 매체와의 인터뷰에서 곽부성과의 결혼을 묻는 질문에 “우리는 친구 그 이상도 이하도 아니다”며 관련 발언을 하지 말아줄 것을 요청한 것으로 전해졌다.
이후, 중화권 언론들은 곽부성이 슝다이린의 과거를 문제 삼아 결국 결별했다고 보도했다. 슝다이린은 데뷔 전 포르노 배우로 활동했었는데, 곽부성이 최근 이러한 소식을 전해듣고 직접 해당 영상을 구해 본 뒤, 결별을 선언했다는 것이다.

## 대표작

### 음반
- 대니애불완(對你愛不完)  중화민국 1990년 9월 24일
 일본 2025년 6월 9일
 대한민국 2025년 6월 9일
 일본 2025년 6월 10일
 대한민국 2025년 6월 10일
 일본 2025년 6월 11일
 대한민국 2025년 6월 11일
 대한민국 2025년 6월 12일
 대한민국 2025년 7월 12일
 일본 2025년 6월 13일
 대한민국 2025년 6월 13일
 태국 2025년 7월 12일
 일본 2025년 7월 12일
 미국 2025년 7월 12일
 싱가포르 2025년 7월 12일
 일본 2025년 7월 16일
 싱가포르 2025년 7월 16일
 말레이시아 2025년 7월 16일
 싱가포르 2025년 7월 19일
 싱가포르 2025년 7월 23일
 말레이시아 2025년 7월 23일
 미국 2025년 7월 23일
 미얀마 2025년 7월 25일
 인도네시아 2025년 7월 27일
 일본 2025년 8월 2일
 대한민국 2025년 8월 2일
 일본 2025년 8월 4일
 대한민국 2025년 8월 4일
 일본 2025년 8월 8일
 대한민국 2025년 8월 8일
 미국 2025년 8월 8일
 태국 2025년 8월 8일
 일본 2025년 8월 20일
 대한민국 2025년 8월 20일
 미국 2025년 8월 20일
 태국 2025년 8월 20일
 일본 2025년 9월 1일
 대한민국 2025년 9월 1일
 미국 2025년 9월 1일
 태국 2025년 9월 1일
 일본 2025년 9월 5일
 대한민국 2025년 9월 5일
 미국 2025년 9월 5일
 태국 2025년 9월 5일
 일본 2025년 10월 14일
 대한민국 2025년 10월 14일
 미국 2025년 10월 14일
 태국 2025년 10월 14일
 일본 2025년 11월 24일
 대한민국 2025년 11월 24일
 미국 2025년 11월 24일
 태국 2025년 11월 24일
- 아시불시해안정적주개(我是不是該安靜的走開)
- 도불완 · 애불완 · 창불완 적 곽부성(跳不完 · 愛不完 · 唱不完的郭富城)
- 메리 크리스마스(Merry Christmas)
- 몽적 진두, 취시 천애(夢的盡頭, 就是天涯)
- 아적 개시 재저리(我的開始在這裡)
- 광동어 히트곡 모음집 - 아론 쿽 그레이티스트 히츠(Aaronkwok Greatest Hits)
- 창저가(唱這歌)
- 힙 힙 허래이 - 그레이티스트 히츠 1999(Hip Hip Hurray - Greatest Hits 1999 )
- 여도유쾌(旅途愉快)  중국  중화민국  홍콩 2000년 4월 18일
 대한민국 2025년 5월 9일
 오스트레일리아 2025년 5월 9일
 일본 2025년 6월 9일
 대한민국 2025년 6월 9일
 일본 2025년 6월 10일
 대한민국 2025년 6월 10일
 대한민국 2025년 6월 11일
 대한민국 2025년 6월 12일
 일본 2025년 6월 13일
 대한민국 2025년 6월 13일
 일본 2025년 8월 20일
 대한민국 2025년 8월 20일
- 애적호환(愛的呼喚)
- 절대(絶對)
- 신천지(新天地)
- 신곡+정선 19수(新曲+精選 19首)
- 애정대무태(愛情大舞台)
- 비망록(備忘錄)
- 풍불식(風不息)

## 영화 출연작 목록
| 연도    | 제목                         | 원제                     | 배역          | 비고     |
| ------- | ---------------------------- | ------------------------ | ------------- | -------- |
| 1988    | 대행동                       | 城市特警                 |               |          |
| 1989    | 흑도영웅                     | 飛越危牆                 | 곽방반        |          |
| 1990    | 서환적고사                   | 西環的故事               | 이소위        |          |
| 1991    | 호문야연                     | 豪門夜宴                 | 동생          |          |
| 1991    | 신조협려                     | 九一神雕俠侶             | 은호          |          |
| 1992    | 위험정인                     | 危險情人                 | 황가휘        |          |
| 1992    | 진가성룡                     | 機Boy小子之真假威龍      | 흑표          |          |
| 1992    | 반아종횡                     | 伴我縱橫                 | 이가화        |          |
| 1992    | 도학영웅전                   | 逃學英雄傳               | 에이스        |          |
| 1993    | 천면은호                     | 千面天王                 | 탄주          |          |
| 1993    | 적각비협                     | 赤腳小子                 | 관풍요        |          |
| 1993    | 스트리트 파이터              | 超級學校霸王             | 류            |          |
| 1993    | 초류향                       | 笑俠楚留香               | 초류향        |          |
| 1993    | 하일정인몽                   | 夏日情未了               | 아훙          |          |
| 1993    | 천장지구 2                   | 天若有情II之天長地久     |               |          |
| 1994    | 유민장원                     | 倫文敘老點柳先開         | 유선개        |          |
| 1995    | 선락표표                     | 仙樂飄飄                 | 임 선생       |          |
| 1996    | 낭만풍폭                     | 浪漫風暴                 | 켄            |          |
| 1998    | 안나마덕련나                 | 安娜馬德蓮娜             | 유목연        |          |
| 1998    | 풍운                         | 風雲：雄霸天下           | 보경운        |          |
| 2000    | AD 2000                      | 公元2000                 | 피터 리       |          |
| 2000    | 소친친                       | 小親親                   | 층영          |          |
| 2000    | 뇌정전경                     | 雷霆戰警                 | 대런          |          |
| 2001    | 파라파라 사쿠라              | 芭啦芭啦櫻之花           | 필립          |          |
| 2003    | 1:99 전영행동                | 1:99電影行動             | 외성인        |          |
| 2004    | 중안리자 GUN                 | 重案黐孖GUN              | 리이우팅      |          |
| 2004    | 용호방                       | 柔道龍虎榜               | 토니          |          |
| 2005    | 디비전스                     | 三岔口                   | 쉰시우얀      |          |
| 2006    | 아버지와 아들                | 父子                     | 자우정싱      |          |
| 2007    | C+ 탐정                      | C+偵探                   | 찬탐          |          |
| 2009    | 살인범                       | 殺人犯                   | 링광          |          |
| 2009    | 풍운 2                       | 風雲II                   | 보경운        |          |
| 2009    | 아스트로 보이: 아톰의 귀환   | 阿童木                   | 텐마 박사     | 중국어판 |
| 2010    | 전성계비                     | 全城戒備                 | 서니          |          |
| 2010    | 백은제국                     | 白銀帝國                 | 셋째 아들     |          |
| 2011    | B+ 탐정                      | B+偵探                   | 찬탐          |          |
| 2011    | 최애                         | 最愛                     | 자오더이      |          |
| 2011    | 전구열련                     | 全球熱戀                 | 마이클        |          |
| 2012    | 백년부성                     | 浮城                     | 포화천        |          |
| 2012    | 콜드 워                      | 寒戰                     | 라우깃파이    |          |
| 2013    | 월래월호지촌만               | 越來越好之村晚           | 샤더파        |          |
| 2013    | 음모자들                     | 同謀                     | 찬 탐         |          |
| 2013    | 성탄 장미                    | 聖誕玫瑰                 | 찬지틴        |          |
| 2013    | 침묵의 목격자                | 全民目擊                 | 통타오        |          |
| 2014    | 몽키킹: 손오공의 탄생        | 西遊記之大鬧天宫         | 손오공        |          |
| 2015    | 도사하산                     | 道士下山                 | 주서우        |          |
| 2015    | 기항지                       | 踏血尋梅                 | 총            |          |
| 2016    | 몽키킹 2: 서유기 여정의 시작 | 西遊記之孫悟空三打白骨精 | 손오공        |          |
| 2016    | 메이메이 쇼핑몰의 기적       | 夢想合伙人               | 샤오준        |          |
| 2016    | 코드네임: 콜드 워            | 寒戰II                   | 라우깃파이    |          |
| 2016    | 천량지전: 새벽이 오기 전에   | 天亮之前                 | 가오예        |          |
| 2017    | 파국: 끝까지 간다            | 破·局                    | 가오젠샹      |          |
| 2017    | 밀전                         | 密戰                     | 린샹          |          |
| 2018    | 몽키킹 3: 서유기 여인왕국    | 西遊記·女兒國            | 손오공        |          |
| 2018    | 무쌍                         | 無雙                     | 리원          |          |
| 2020    | 아임 리빈 잇                 | 麥路人                   | 보언          |          |
| 2021    | 비밀방객                     | 秘密訪客                 | 왕부          |          |
| 2023    |                              | 斷網                     |               |          |
| 2023    | 풍재기시                     | 風再起時                 |               |          |
| 2023    | 화이트 스톰 3                | 掃毒3人在天涯            | 장금항 / 빌리 |          |
| 2024    |                              | 臨時劫案                 |               |          |
| 2024    | 구룡성채: 무법지대           | 九龍城寨之圍城           | 찬짐          |          |
| 보류 중 |                              | 內幕                     |               |          |

## 같이 보기
- 량자후이
- 먀오차오웨이
- 장쉐여우
- 류더화
- 량차오웨이
- 리밍